# 革命
革命（、英: revolution）は、権力体制や組織構造の抜本的な社会変革、あるいは技術革新などが比較的に短期間で行われることである。対義語は守旧、反動、反革命など。

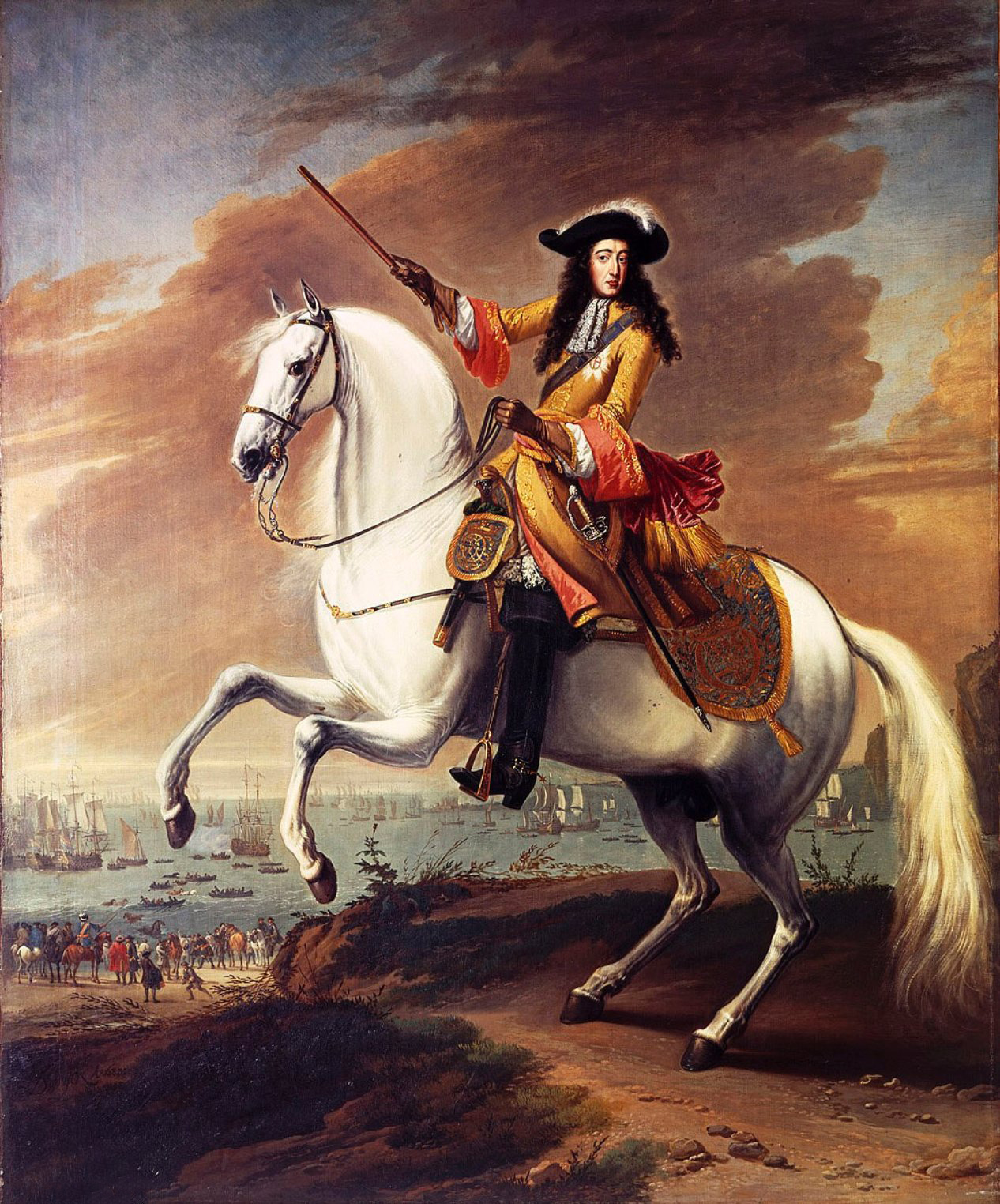
1688年 名誉革命のウィリアム3世の肖像画

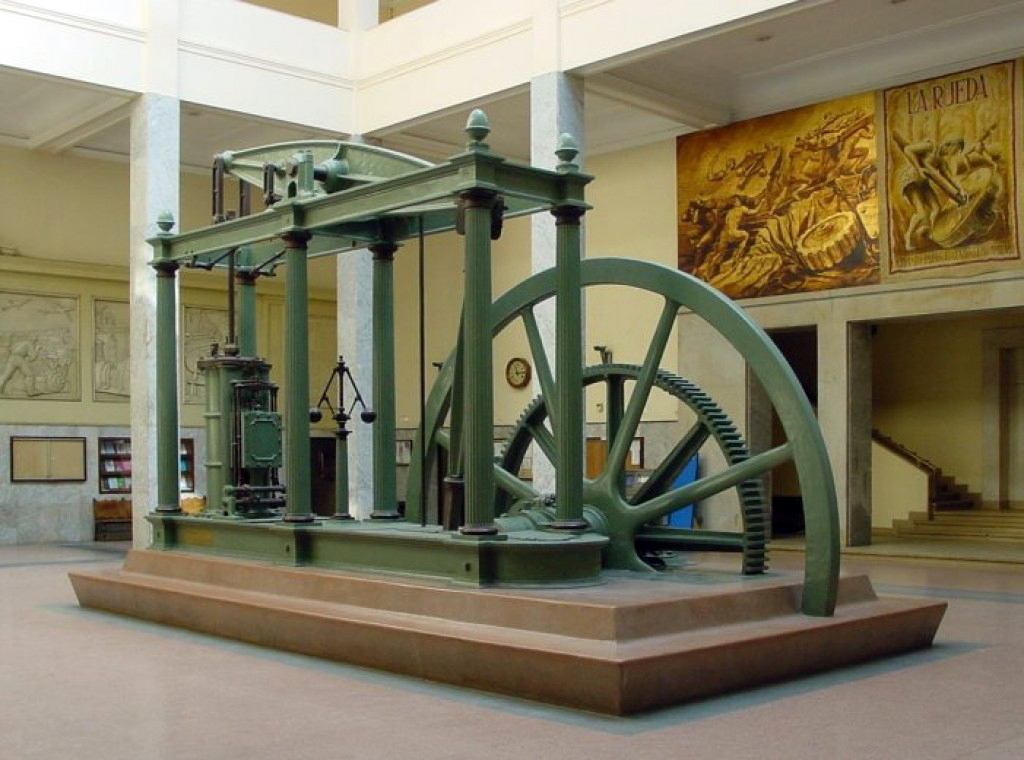
18世紀 ジェームズ・ワットの蒸気機関。イギリスと世界の産業革命を促進した。

1789年 フランス革命でのバスティーユ襲撃

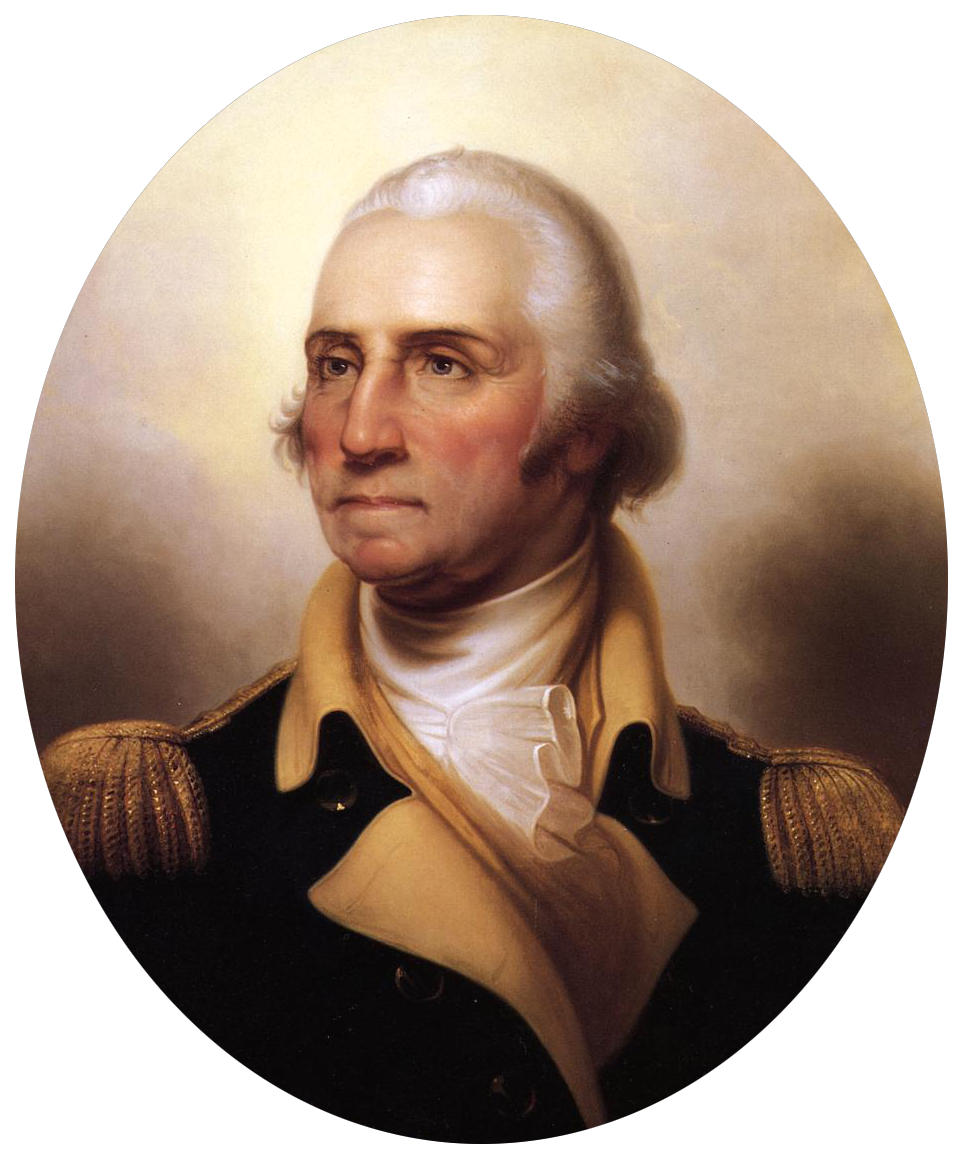
アメリカ独立革命の指導者ジョージ・ワシントン

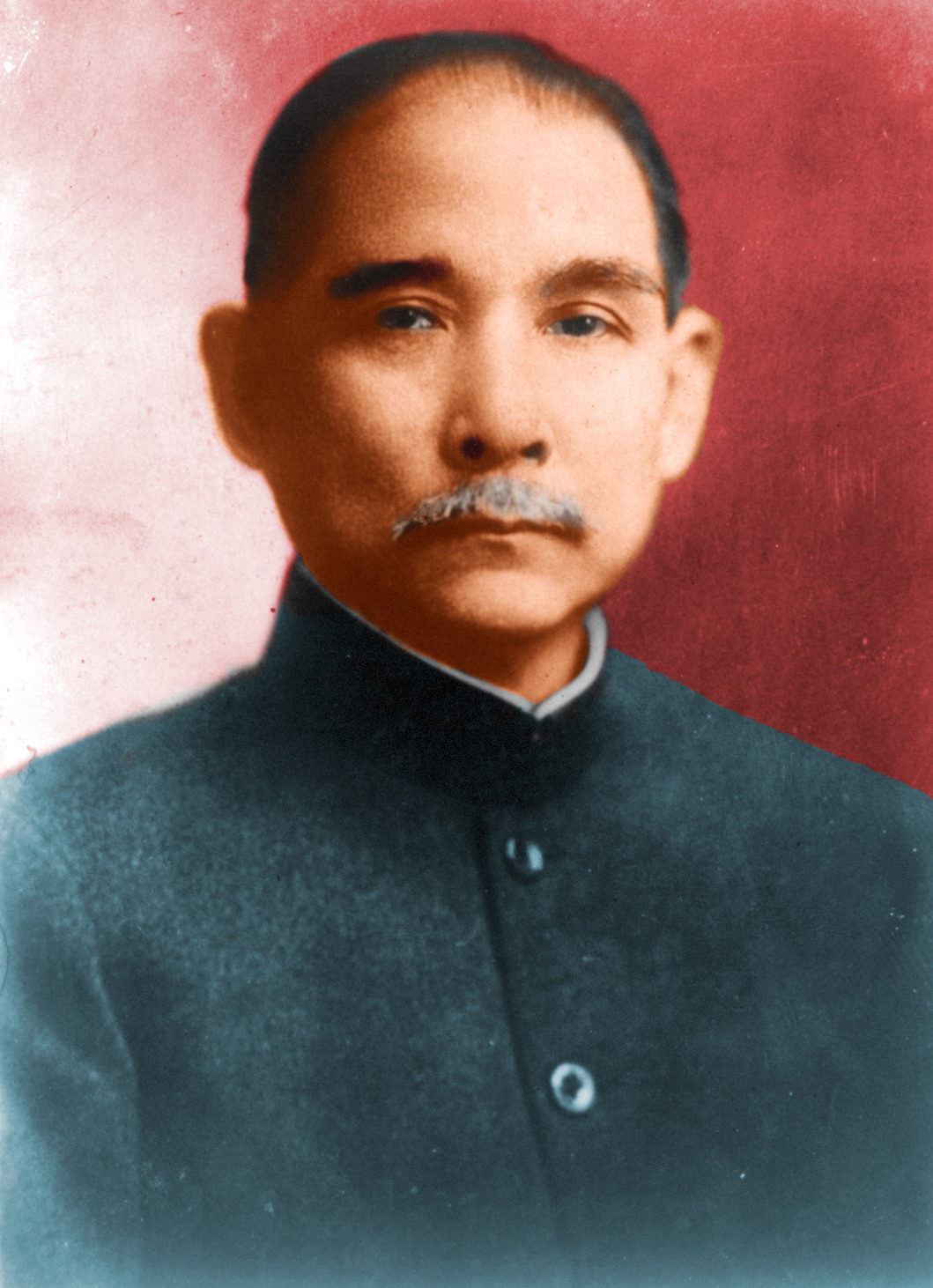
1911年 辛亥革命の指導者孫文

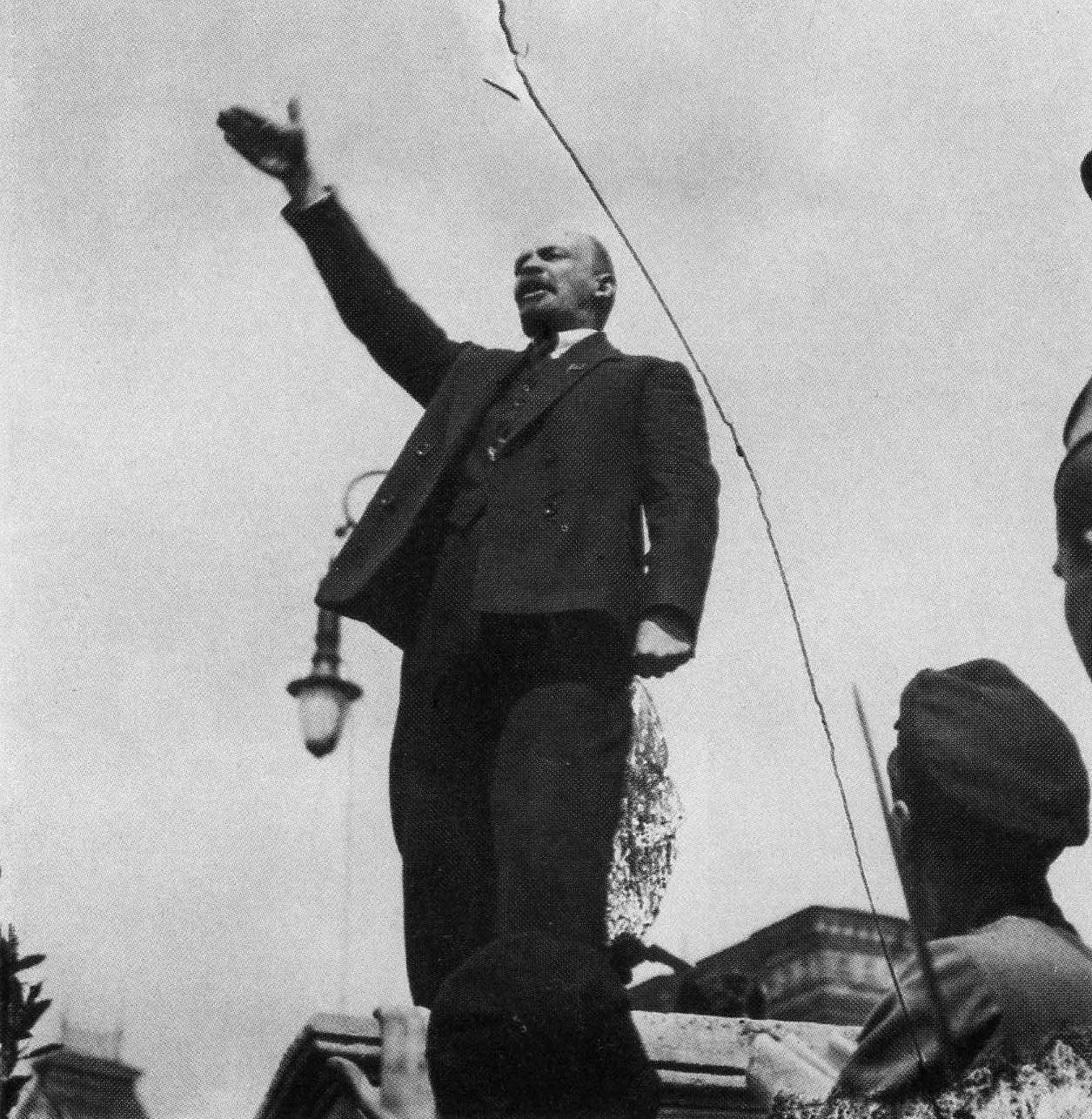
1917年 ロシア革命の指導者ウラジーミル・レーニン

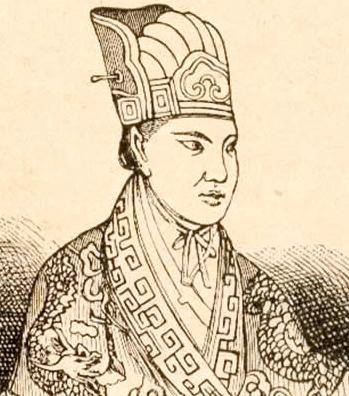
革命・太平天国の乱の指導者洪秀全

「レボリューション」の語源は「回転する」の意味を持つラテン語の「revolutio」である。古くは天体の回転運動を示す言葉として使用され、そこから周期が元に戻ることを示すのにも使われるようになり、後には政治的変革を表わすようになった。また漢語の「革命」の語源は「天命が改まる」の意味で、王朝交代に使用された。
革命は人類の歴史上、さまざまな方法や期間、動機となった思想によって発生した。その分野には文化・経済・技術・社会体制・政治体制などがあり、著名な例には社会・経済変革では農業革命や産業革命、政治・体制変革ではフランス革命やロシア革命などがある。また、革命という言葉は様々な分野概念に派生しており、何が革命で何が革命でないかの定義は学者の間で議論が続いている。

## 用語

### 西洋
1543年にニコラウス・コペルニクスは地動説の論文「天球の回転について」を出版したが、その題名で使用された「回転」(Revolution)は天文用語から、後に政治体制の突然の変革に使用された。この用語の政治的な最初の使用は、1688年のイギリスでのジェームズ2世からウィリアム3世への体制変革で、名誉革命と呼ばれた。このため欧米の革命という言葉は、主に近世から近代への移行期以後の政治的な変革に使われる。現代においても、(独: Revolution、レフォルツィオーン)は革命に符合していると云えよう。

### 漢語
漢語の「革命」の語源は、天命が改まる（「命（天命）を革（あらた）める」）との意味で、古代中国では易姓革命など東洋での王朝交代一般を指す言葉であった。中国における代表的な易姓革命は殷（商）から周への王朝交代で、殷周革命と呼ばれる。東洋においては革命と王朝交代はほぼ同一の概念であり、西洋の革命（レボリューション）とは意味が異なるが、西洋の革命の訳語としても「革命」が使用されるようになった。このため漢語本来の意味で用いる場合は「易姓革命」などと呼ぶようになった。

## 概要
一般に革命という概念は既存の政治秩序を変更させる政治的活動と関連しており、歴史的には1688年の名誉革命や1789年のフランス革命などの市民革命を挙げることができる。近代以後の政治理論においては革命の概念は、古い政治秩序の破壊と新しい政治秩序の構築をもたらす動態的かつ抜本的な変革を意味している。
市民革命（ブルジョワ革命）とは、封建的な国家体制を破壊して、近代的市民社会をめざす革命を指す。革命の主体は通常は有産市民階級つまりブルジョワジーであるためブルジョワ革命とも呼ばれる。市民革命（ブルジョワ革命）は、一度で完了するとは限らない。市民革命後に反動が起きて、その後再度の市民革命に至る場合が少なくない。数え方にもよるが、イギリス、フランス、スウェーデンなどは2回、トルコは3回、スペインは4回の市民革命が発生している。古典的な市民革命が一応完了しても、政治的経済的課題は残存する事がある。例えば地主制が強力で小作農の貧困がひどい、労働者階級の貧困がひどい、絶対王政が倒れても別の独裁政権や全体主義政権になったなどである。社会主義革命、イスラム革命、反共産主義革命、現代の革命、その他の革命（ファシズム化など）は、古典的な市民革命がやり残した課題の処理という側面はある。
小林良彰は、資本主義的な国民経済の担い手のための政治体制の確立という観点からは、欧米の植民地だった諸国の独立を、先進国の市民革命（ブルジョワ革命）と同等の意義を持つものとしている。実際に植民地の独立を革命と呼ぶ例は多い。確かにハイチやインドなどの独立では、国内の奴隷制や身分制が制度上は廃止されて近代国家が建設されている。これらはオランダやアメリカの独立と同様に古典的な市民革命の一種と見てもいい。しかしブラジル独立やメキシコ帝国のように、国家は独立しても社会体制は旧宗主国の絶対君主制と同じという例もあった。これらの国は独立後に市民革命が発生している。またカナダやオーストラリアなどは独立前に近代化は達成していたので、独立自体が市民革命に相当する訳ではない。
社会主義革命の理論家であったマルクスとエンゲルスによると、革命とは歴史の中で繰り返された社会変革であり、旧来の経済システムの破壊を意味する。それは経済体制において抑圧している階級と抑圧されている階級の間で生じる階級闘争の反映であり、革命は経済社会が発展する歴史の中で繰り返し現れる事象であるとされる。マルクス主義理論においては、市民革命とは、絶対王政（封建領主の支配の最終形態とされる）をブルジョワジー（有産市民階級）が打倒するものであり、社会主義革命とは、ブルジョワジー（ここではほぼ資本家階級）の支配をプロレタリアート（労働者階級）が打倒するものである。マルクス主義の革命理論においてレーニンは二つの重要な目標を革命に与えている。一つは階級社会を崩壊させること、もう一つは指導的な革命政党を確立することである。1917年10月に発生したロシアの十月革命は、マルクス主義の革命理論（のレーニン的解釈）に基づいて実行されたものである。中国における毛沢東の革命思想は、農民を革命の主体としているので、正統的なマルクス主義理論からは社会主義革命の理論とは言えないが、指導した政党が共産党で、毛沢東時代は社会主義国家の建設を目指していたので、共産主義革命の潮流に位置づけることができる。
マルクス主義やそこから派生した理論によって成立した社会主義国家は、短期間で崩壊した国を除いて、ほとんどが権威主義国家となった。実際に成立するのはプロレタリアートだけにより運営される臨時政権などではなく、共産主義政党の高級官僚（ノーメンクラトゥーラ）の支配だった。そして、経済まで国家が支配しているため、国家権力は市場経済を導入する独裁国家より遥かに強力だった。しかし社会主義経済は、先進国に追いつく過程ではそれなりに効率的だったが、その後は資本主義経済に比べて経済発展する力が無く、20世紀後半には資本主義国との間に大きな経済力の格差が生じ、西側諸国との対立関係（冷戦）を戦う能力がなくなった。マルクス主義の教義では資本主義経済は行き詰る（利潤率の傾向的低下の法則など）とされたが、社会主義を掲げた国の方が経済的に行き詰まるものは多かった。ソ連など社会主義国の多くは、1989年から1991年にかけて反共産主義革命が起きて崩壊した。中国など政治的にマルクス・レーニン主義の理論が保たれた国もあるが、多くの場合経済システムは資本主義化しており、指導政党の一党独裁制だけが維持された。実態は資本主義の全体主義国家になっている。現在でも集産主義的な経済体制を維持している国は北朝鮮やキューバくらいである。
現代の革命理論では、古典的な革命理論にはなかった着眼点が導入されることになる。これは第二次世界大戦後に非西欧地域において発生した事例を考慮に入れながら、新しい枠組みで革命を捉える必要が出てきたからである。現代の革命では、多くの場合は経済システムとしての資本主義は既に成立しており、革命後に経済政策や社会政策の改革が行われる場合は多いが、資本主義自体の打倒は目指さず、独裁、専制、全体主義の政権（まとめて権威主義とも呼ぶ）を倒して政治的民主化を達成して終結する場合が多い。但し反共産主義革命は、現代の革命の一種と考えられるものの、政治的な民主化だけでなく、経済システムも社会主義から資本主義に転換する。現代の革命の担い手は特定の社会階級とかではなく、現代の意味における市民、つまり自立した自我を持つ個人ということになる。現代の革命は、古典的な意味の市民革命や、マルクス主義が意味する社会主義革命とは異なった革命である。新しい理論では、革命の本質が社会変革ではなく政治変革にあり、また歴史的な必然ではなく特定の政治的な環境による成果であると認識されている。このような理論はデイヴィッド・イーストンの政治システムの概念の影響を受けており、政治への入力と出力から政治現象を理解しようとしている。この概念を踏まえながらチャルマーズ・ジョンソンは政治システムの多元的な機能不全から革命が勃発すると主張し、社会的諸条件の変化の圧力に耐えることができなくなった時に表面化すると論じた。またテッド・ガーは人々が期待する受益と人々の実際の受益に格差がもたらされることで相対的な剥奪が生じることを指摘し、そのことが革命の原因となることを考察した。さらにシーダ・スコチポルは革命という事態を社会構造から説明しており、それは大規模な戦争や軍事的侵攻によってもたらされる国内の政治体制の無効化の結果であることを指摘している。
また現代の革命でも、イスラム圏においてはイスラム教の宗教思想に基づく革命が起きる場合がある。発生する条件は非イスラム地域の現代の革命と同様と思われるが、革命後に民主化するとは言えず、世俗的な権威主義政権から、宗教イデオロギーによる全体主義国家（アフガニスタンのターリバーン政権）や半全体主義国家（制限の大きな選挙はある）（イラン）への移行となる。マルクス主義のイデオロギーによって成立した国家が全て全体主義化したのと類似している。但しイスラム教の教義は自由な商取引を前提としているので、資本主義経済を廃止するという発想は生じない。このためイスラム革命では経済システムは変更されない。
現代において絶対王政の国というのはごく少数（サウジアラビア、スワジランド、ブルネイなど）しか残ってないので、古典的な市民革命の発生が殆どなくなるのは当然である。植民地も少なくなり、多くは近代化は完了しているので、独立が市民革命に相当する地域も少ない。本物の社会主義国も北朝鮮とキューバしか残ってないので、反共産主義革命が起きそうな国も少ない。しかし権威主義国家はいまだに数多い。ソビエト連邦の崩壊以前なら、資本主義の権威主義国家では社会主義革命を目指す勢力が大きくなっていただろうが、マルクス主義は凋落して、議会民主制（経済は資本主義）が目指すべき唯一の近代社会のモデルとなった。それが現代の革命が、民主化を実現する政治革命ばかりになった理由である。例外はイスラム圏で、議会民主制を目指す動きもそれなりに強いが、イスラム原理主義が強大な勢力となっている。
なお、軍隊など政府・支配階級内の勢力が起こす非合法的な手段による政権奪取・限定的な体制変更についてはクーデターと呼ぶ。但し1952年にエジプトでクーデターによって王政を廃止したムハンマド・ナギーブ政権、1961年に韓国でクーデターを起こして権力を奪取した朴正煕政権、1968年にイラクでクーデターで権力を握ったバアス党政権、1969年のクーデターで成立したリビアのカッザーフィー政権など、実際はクーデターで政権を掌握したにもかかわらず、前の政権を全否定する意味でクーデターによる政権掌握を「革命」と呼んだ場合も多い。クーデターの多くは支配者の首が挿げ替えられるだけで、社会体制や経済体制は変更されない事が多い。しかし政変自体はクーデターでも、結果として社会体制または政治体制の大きな変革をもたらした例も少なからずある。代表的な市民革命とされる名誉革命も、実態は民衆の蜂起などないクーデター的な政変であり、ロシアの十月革命は社会主義革命の本家と言えるが、社会主義が衰退してからはクーデターないし反革命説が強まってきている。
また革命でもクーデターでもないが、革命を先取りした上からの改革はかなり多い。上からの改革は中途半端になりがちなため失敗する事が多いが、大きな変革となった例も幾つかある。上からの改革が失敗すると、その後本当の革命を誘発する場合がある。帝政ロシアのストルイピン改革の挫折はロシア革命を誘発し、ソ連末期のミハイル・ゴルバチョフによるペレストロイカはソ連崩壊を誘発したと言える。イラク戦争で外からイラクを民主化した事は、中東諸国のイスラム革命を促進した可能性がある。
反革命とは、革命前に利益を得ていた勢力が旧体制への復帰を求める運動である。但し実際には革命後の権力者や支配集団が、自らに敵対する潮流の全てに反革命のレッテルを貼って弾圧する場合も多かった。市民革命では、名誉革命のジャコバイト（ジェームズ2世 の支持勢力）、フランス革命の王党派が代表的な反革命勢力である。社会主義革命では、マルクス主義に反対する勢力が全て反革命とされたばかりか、共産主義政党内の権力闘争に敗れただけの勢力も反革命呼ばわりされた。ソ連においては、スターリンとの権力闘争に敗れたトロツキー派は反革命とされたが、実際はトロツキーはスターリンよりは急進主義的だった。ハンガリー動乱のように当時は反革命として否定されていても、後に革命であったと再評価される例もある。これは反共産主義革命でマルクス主義が決定的に衰退したためである。また保守の側からの革命を保守革命と呼ぶ事もある。
イタリアのファシスト党やドイツのナチスによる権力奪取は、市民革命や社会主義革命に対する反革命運動とは異なった性格がある。大衆的な基盤があり、権力奪取の時に大衆を動員し、権力奪取後の政策は、農民や労働者を含む大衆への利益配分に熱心だったりした。社会体制としても、ナチスドイツの場合には国家の経済活動への関与が強力で、社会主義経済にかなり近かった（イタリアは国有企業の増大はあったが統制経済はやっていない）。右翼全体主義政党の権力奪取の一部は、社会主義革命に類似した状況が発生している。この種の権力奪取は、単純な反革命ではなく革命の一種と考える事も出来る。

## 讖緯説における革命概念
古代の中国で未来予言の方法として発展した讖緯説においては、革命は緯書（予言書）に予め記載されており、特に辛酉の年には必ず革命が発生して政治・社会の変革を伴うと唱えられた。これに対して有徳の君主は緯書の定めた通りに行動することによって易姓革命などを未然に回避出来ると考えられた。その一環として辛酉、後には甲子の年にも改元が行われて君主が率先して政治・社会の変革の意志を明らかにすることが行われた（「辛酉革命」・「甲子革令」）。日本書紀で初代天皇である神武天皇の即位年が紀元前660年となっているのは辛酉革命説に基いている。神武天皇が実在していたとしても、記紀神話などに描かれた天皇の事績は近畿地方だけの征服であり、日本の統一といった大事件ではない。

## 日本の革命
中国大陸は易姓革命も含めて多くの革命を経験しており、また朝鮮半島やベトナムでも易姓革命や近代以後の革命は起こっているが、それらに比して日本では、有史以来革命が起こったことがないとされている。政権の交代はしばしば発生したが、天照大神（神武天皇）以来の皇統を受け継ぐとされる天皇が最高の権威者であり続け、実質的な最高権力者でも天皇の臣下（大臣や大連、摂政や関白や太政大臣、征夷大将軍、内閣総理大臣など）という形式を崩さなかったからである。江戸時代の山崎闇斎（『泰山集』）や水戸学の藤田東湖（『弘道館記述義』）のように、日本は天照大神以来の万世一系の皇統を持つ唯一無二の国家であるとして、易姓革命を否定して国粋主義を高揚させる逆説的な論理で用いられることもあった。ただしクーデターや内戦の類とされるものは多数起きており、その中には他国の革命に相当するほどの劇的な政治体制の変化が起きたこともある（大化の改新、平将門の乱、承久の乱、天下布武、明治維新など）。
吉田松陰の思想を背景として起こった明治維新は保守革命ともいわれ、あるいはまた西欧でいうクーデターとは異なる独自の意味として「維新」を考える学説もある（藤田省三、松本健一ら）。またマルクス主義の立場からは、日本共産党などは明治維新を絶対主義の成立とするが、スターリン主義の影響を受けていない潮流はブルジョワ革命とすることが多く、日本資本主義論争などに繋がった。明治維新の英訳語は「Meiji Restoration」あるいは「Meiji Revolution」である。
北一輝らの民族主義ないし国家社会主義的革命理論では、天皇および国体を真正のものへと変革（革命）することが目指された。三島由紀夫も陽明学の影響のもとに、保守革命を企画した。
1945年のポツダム宣言受諾により、日本は天皇の統治を定めた『大日本帝国憲法』を改正し、国民主権を策定することとなった。1946年に宮沢俊義はこの「憲法改正手続き」による主権の移動を、「八月革命」という言葉で形容した。この宮沢の説は主権の移動をともなう日本国憲法の制定を合法的なものとして説明するものであり、1960年代には法学上の通説となった。高見勝利や芦部信喜といった憲法学者は支持しているが、2000年代には批判的に見られている。蓮沼啓介は国会の可決・天皇の裁可により日本国憲法の成立が確実となった1946年10月が「革命」となったとして、10月革命説を唱えている。

## 主な革命一覧

### 政治

#### 市民革命
- 市民革命（ブルジョワ革命）（結果的に資産階級が利益を得た革命）
  - 平将門の乱　（935年-939年、日本）-平将門が指導者。自ら新皇を名乗り朝廷へ反旗を翻した。藤原純友の乱とともに日本の律令国家衰退と武士の台頭を象徴し、源平二氏が進出するきっかけとなった
  - 清教徒革命（1642年 - 1649年、イギリス）
  - 名誉革命[注釈 4]（1688年、イギリス）
  - 自由の時代（1730年 - 1771年、スウェーデン） - 議会によって統治法が制定。スウェーデン最初の立憲君主制時代。後半は国力が弱体化し絶対王政が復活。
  - フランス革命（1789年 - 1794年）
  - 5月3日憲法（1791年、ポーランド） - ポーランド・リトアニア共和国時代にスタニスワフ2世国王による憲法制定。現代の基準から見ても先進的だった。
  - スペイン独立戦争（1808年 - 1814年）
  - 1809年革命（1809年、スウェーデン） - 軍人、貴族のクーデターでグスタフ4世国王を追放。再び立憲君主制に。
  - スペイン立憲革命（リエゴ革命）（1820年 - 1823年） - 1812年憲法が復活するも、王政復古したフランスの侵攻で終わる。
  - 1820年自由主義革命（1820年 - 1829年、ポルトガル）
  - メキシコ帝国崩壊（1823年） - 独立の翌1822年にメキシコ帝国となるも同年末から反乱が拡大し1823年に崩壊、連邦共和制に。
  - ニューサウスウェールズ法（1823年、オーストラリア） - イギリスの法律。植民地オーストラリアで本国並みの権利を求める運動が高まり、各植民地ごとに立法、行政、司法機関が設置された。独立は1901年。
  - フランス7月革命[注釈 5]（1830年）
  - ポルトガル内戦（1828年 - 1834年） - 立憲君主派と絶対王政派の内戦。1834年に立憲君主派の勝利。
  - 第一次カルリスタ戦争（1833年 - 1839年、スペイン） - 立憲君主派が勝利して自由主義的改革が行われるが、イサベル2世女王は反動的だった。
  - 分離同盟戦争（1847年 ）とスイス連邦の成立（1848年） - 自由主義諸州とカトリック諸州の内戦。現在のスイスの原型が出来る。西ヨーロッパの1848年革命の発端となった。
  - 1848年革命（諸国民の春）（1848年 - 1849年） - 西ヨーロッパ中心に市民革命が連続して発生。フランス以外は古典的な市民革命。1848年革命ののち、国民国家が次々と生まれた。
    - ドイツ・オーストリア3月革命[注釈 6] - ドイツはプロイセンが中心。オーストリアは本国以外にも波及。
    - ハンガリー革命 - 1848年3月15日に発生。独立を求めたが1849年に鎮圧された。
    - ヴェネト共和国（1848年、イタリア） - 1848年3月に成立。1849年にオーストリアに降伏。
    - ポーランド暴動 (1848年)（英語版）
    - 第一回汎スラヴ会議（チェコ人中心） - 1948年6月に開催。影響力はなかった。
    - ルクセンブルクの制憲議会（英語版）
    - ワラキア革命とモルダビア革命（英語版）（ルーマニア）
    - ローマ共和国（1849年、イタリア） - 1849年にフランスに降伏。

  - 太平天国の乱（1851年 - 1864年、清）- 科挙に3度失敗した洪秀全が指導者。プロテスタント系キリスト教の影響を受けた洪秀全が男女平等などを掲げて清へ反旗を翻した。
  - イタリア統一（1859年 - 1870年）
  - ドイツ統一（1864年 - 1871年）
  - 自治領カナダの成立（1867年） - 独立は1931年。
  - 明治維新（1867年 - 1872年、日本）
  - スペイン名誉革命（スペイン語版）（1868年）とスペイン第一共和政（1873年 - 1874年） - 1868年にプリム将軍のクーデター。1870年に新憲法制定されるもプリム将軍暗殺。1873年に共和制。1874年にカンポス将軍のクーデターで王政復古。
  - トンガの立憲制改革（1875年） - 太平洋の国で珍しく現地人の統治を守った。しかし王政への不満は高まり、2005年にトンガ動乱が発生。
  - ミドハト憲法（1876年 - 1878年、 トルコ） - オスマン帝国で近代化改革のタンジマートの失敗後、大宰相ミドハト・パシャが公布。露土戦争の敗北後に停止。
  - ウラービー革命（1879年 - 1882年、エジプト）
  - 共和制革命（1889年、ブラジル）
  - 1903年のクーデター（1903年、セルビア） - ペータル1世 が即位。自由主義的な憲法が制定。
  - ロシア第一革命（1905年）
  - イラン立憲革命（1906年 - 1911年）
  - 青年トルコ人革命（1908年 - 1909年、 トルコ） - オスマン帝国末期に青年トルコ人のクーデター政権が憲政を復活させたが帝国の崩壊は止まらなかった。青年トルコ人運動からトルコ革命の指導者が登場する。
  - 1910年10月5日革命（1910年、ポルトガル）
  - 辛亥革命（1911年、中国）
  - ロシア革命の二月革命（ユリウス暦1917年2月） - 二月革命の時点では古典的な市民革命。
  - トルコ革命（1922年 - 1923年）
  - スペイン第二共和政（1931年 - 1939年） - 無血革命で共和制に。1936年に人民戦線政府。同年フランコ将軍がクーデターを起こす。スペイン内戦となり1939年にフランコの勝利。
  - 立憲革命（1932年、タイ） - 政変自体はクーデターだが結果として近代化が進んだ。
  - 7月14日革命（1958年、イラク） - クーデターによるハーシム王政の打倒。アメリカの中東支配に打撃を与えた。
  - 立憲君主制の導入（1959年 - 1960年、ネパール） - マヘンドラ国王が立憲君主制を導入したが、初の総選挙で就任したコイララ首相の急激な封建的制度の改革への反動で翌年国王がクーデター。絶対王制に回帰。
  - イエメン革命（1962年） - 汎アラブ主義によるクーデターで（北）イエメン（当時は南イエメンの独立前）の王制廃止。
  - ザンジバル革命（1964年） - クーデターで王制廃止。同年タンガニーカと合併してタンザニアに。
  - ジャナ・アンドラン（人々の運動）（1990年、ネパール） - 民主化運動によって、立憲君主制の下で議会民主制の復活。
  - 立憲君主制の導入（2002年、バーレーン）
  - 立憲君主制の導入（2008年、ブータン） - ジグミ・ケサル・ナムゲル・ワンチュク国王による憲法制定で立憲君主制に。
  - 2月17日革命（2011年、リビア） - 2月17日はデモが大規模化した日。政権崩壊は8月。アラブの春の１つ。カッザーフィー政権は政体を直接民主制のジャマーヒリーヤ（人民共同体といった意味）と称したが、実態は憲法も議会も内閣もないカッザーフィーの私物国家。以前は絶対王政だから、カッザーフィー政権を絶対王政の延長と考えれば、2月17日革命が古典的な市民革命に相当する事になる。その後内戦状態になりつつある。

#### 独立革命
- 市民革命的な植民地の独立。資本主義経済の確立を伴う。その後破綻国家になったかは問わない。
  - オランダ独立戦争（1568年 - 1648年） - オランダの独立宣言は1581年。独立の事実上の確定は1596年のグリニッジ条約。スペインの独立承認は1648年のミュンスター条約。
  - アメリカ独立戦争（アメリカ革命）（1775年 - 1783年）
  - ハイチ革命（1791年 - 1804年） - フランス革命の影響を受けたルーヴェルチュールらが、ナポレオンの侵攻を打ち破り、奴隷制度を廃止し、世界初の黒人による共和国ハイチを建国した。
  - パラグアイ独立（1811年）
  - メキシコ独立革命（1810年 - 1821年） - 市民革命として始まり1813年に独立宣言するが1815年に敗北。その後宗主国スペインの革命に反発する保守派が主導権を握って1821年に独立。独立はむしろ市民革命に対する反動。
  - 五月革命（1810年、アルゼンチン） - 1816年に独立宣言。
  - スウェーデン＝ノルウェー連合王国の成立（1814年） - ノルウェーが独立宣言、憲法制定、スウェーデンとの戦争を経て、スウェーデンと同君連合を形成。ノルウェーは1905年に独立。
  - チリ独立（1818年）
  - コロンビア独立戦争（1810年 - 1819年、コロンビア） - その後大コロンビアの形成後、各国に分裂。
  - ベネズエラ独立戦争（英語版）（1810年 - 1821年） - 1811年にベネズエラ第一共和国（英語版）成立するも崩壊。1821年に独立が確定。
  - ウルグアイ独立戦争（1811年 - 1828年） - 1811年独立戦争開始。1815年独立宣言。ラテンアメリカ最初の農地改革が行われる。1820年にポルトガル＝ブラジル連合王国軍に敗北。シスプラティーナ戦争の結果1828年に独立。
  - ドミニカ共和国独立（1821年） - 1822年にハイチに占領される。1845年ハイチから独立。1861年スペインに再併合。1865年再々独立。
  - ギリシャ独立（1821年 - 1833年）
  - 中米連邦成立（1823年、グアテマラ、エルサルバドル、ホンジュラス、ニカラグア、コスタリカなど） - 1923年のメキシコ帝国崩壊で中米地域は中米連邦となる。自由主義政策が進められたが、保守派の反乱があり1838年から1841年までに各国に分裂。
  - ボリビア独立（1825年） - 国名はラテンアメリカ独立の英雄ボリバルにちなむ。
  - ベルギー独立革命（1830年） - 完全な独立は1839年。
  - 護憲党のクーデター（1842年、セルビア） - オスマン帝国内のセルビア公国のクーデター。独立は1878年。
  - アイスランド独立運動（1843年頃から） - ヨン・シグルズソンを指導者とする独立運動が起きる。1843年に議会（アルシング）復活。1864年に外国貿易完全自由化、1874年に自治法成立。1918年に独立。
  - リベリア独立（1847年）
  - ニュージーランド自治領成立（1852年） - 独立は1947年。
  - オーストリア＝ハンガリー帝国の成立（1867年、オーストリア、ハンガリー） - ハンガリーがオーストリアから独立し、対等の立場で連合の帝国となる。他の民族の不満は解消されなかった。
  - モンテネグロ公国独立（1876年、モンテネグロ） - 1852年に世俗国家化。1860年からオスマン帝国からの独立戦争。
  - ルーマニア独立（1866年 - 1878年） - 1866年に新憲法起草。1877年に独立宣言、翌年独立。
  - フィリピン独立革命（1896年、1898年）
  - キューバ独立（1902年） - 米西戦争でアメリカが介入してスペインからは独立。事実上はアメリカの保護国。
  - ブルガリア独立（1909年）
  - 南アフリカ連邦の成立（1910年） - 独立は1931年。人種差別法は残った。
  - モンゴル独立（1911年 - 1915年） - 辛亥革命によってモンゴル人の民族運動が激化。1911年に独立宣言。1915年に自治権を認められる。
  - チベット独立時代（1912年 - 1950年） - 辛亥革命により独立宣言。独立か自治か曖昧な状態が続く。1950年に中国軍が侵攻。1951年に中国に併合。
  - アラブ反乱（1916年 - 1918年、イラク、シリア、レバノン、ヨルダン、パレスチナ、アラビアなど） - オスマン帝国からのアラブ人独立と統一アラブ国家の樹立を目指す運動。トルコからは離脱したが、イギリス領内の王国やフランス領になった。
  - チェコスロバキア独立（1918年）
  - ポーランド第二共和国（1918年） - 第一次世界大戦でドイツ、オーストリアが敗北、ロシアで革命が起きたため独立を回復。
  - セルビア人・クロアチア人・スロベニア人王国の成立（1918年、ユーゴスラビア） - 汎スラヴ主義に基づき、既に独立国だったセルビアとモンテネグロに加えて、オーストリア＝ハンガリー帝国領だったクロアチアやスロベニアなどが加わって成立。1929年に国王独裁となってユーゴスラビアに改名。セルビア人主導だったため他の民族の不満は強かった。
  - フィンランド独立（1917年 - 1919年）
  - エジプト革命 (1919年)（エジプト独立）（1919年 - 1923年） - ワフド党による独立運動。1922年に独立。1923年に憲法起草。
  - アイルランド独立（1922年）
  - サウジアラビア独立（1932年） - 建国は1902年。イギリスからの独立が1932年。
  - 東トルキスタン独立運動（三区革命）（1933年 - 1934年、1944年 - 1949年、中国の新疆ウイグル自治区） - 2つの東トルキスタンの領域は重ならない。中国では東トルキスタン共和国という名は忌避され、第二次東トルキスタン共和国が三区革命と呼ばれる。
  - レバノン独立（1941年）
  - シリア独立（1946年）
  - ヨルダン独立（1946年）
  - フィリピン独立（1946年）
  - インド・パキスタン分離独立（1947年）
  - ビルマ独立（1948年、ミャンマー）
  - イスラエル建国（1948年）
  - 南ベトナム独立（1949年） - 実質はフランスの傀儡国家。
  - インドネシア独立戦争（1945年 - 1949年）とインドネシア共和国の成立（1950年）
  - ラオス、カンボジア独立（1953年）
  - スーダン、モロッコ、チュニジア独立（1956年）
  - ガーナ独立（1957年） - 1956年自治政府成立。1957年にブラックアフリカで最初に独立。
  - マラヤ連邦独立（1957年、マレーシア） - 1963年にマレーシアになる。
  - ギニア独立（1958年）
  - アフリカの年（1960年、カメルーン、セネガル、トーゴ、マダガスカル、コンゴ民主共和国、ソマリア、ベナン、ニジェール、ブルキナファソ、コートジボワール、チャド、中央アフリカ共和国、コンゴ共和国、ガボン、マリ、ナイジェリア、モーリタニア） - フランス植民地を中心にアフリカで多くの国が独立。
  - シエラレオネ独立（1961年）
  - タンガニーカ独立（1961年） - 1964年にザンジバルと合併してタンザニアになる。
  - アルジェリア独立戦争（1954年 - 1962年）
  - ウガンダ独立（1963年）
  - ケニア独立（1963年）
  - マラウイ独立とザンビア独立（1964年）
  - シンガポール独立（1965年）
  - ボツワナ独立（1966年）
  - フィジー独立（1970年）
  - ポルトガル領アフリカの独立（1974年 - 1975年）、ギニアビサウ（1974年）、モザンビーク（1975年）、アンゴラ（1975年） - ギニアビサウ独立戦争は本国ポルトガルのカーネーション革命の発生に影響を与えた。
  - パプアニューギニア独立（1975年） - 自治政府議会の選挙は1964年。
  - グリーンランド自治政府成立（1979年、グリーンランド）
  - ジンバブエ独立（1980年） - 1965年に白人植民地政府がローデシアとして一方的に独立を宣言。1980年に選挙で黒人政権が成立して正式に独立。国内的には人種差別撤廃の市民革命。
  - ニューカレドニア独立運動（1985年 - ）
  - ミクロネシア、マーシャル諸島独立（1986年）
  - ナミビア独立戦争（1966年 - 1990年）
  - エリトリア独立戦争（1961年 - 1991年）
  - パラオ独立（1994年）
  - 東ティモール独立（2002年）
  - 南スーダン独立（2011年）

#### 「市民」による革命：学生運動、民主化運動
- 社会階級とはあまり関係のない現代の意味における「市民」による革命
  - フランス2月革命（1848年）[注釈 7] - 1848年革命（諸国民の春）の1つ。フランスでは以前のブルジョワジー主体の市民革命から労働者主体の革命になった。他は古典的な市民革命。
  - メキシコ革命（1911年 - 1920年）
  - ボリビア革命（1952年）
  - エジプト革命 (1952年) - ムハンマド・ナギーブ、ガマール・アブドゥン＝ナーセルの自由将校団による王制打倒のクーデター。
  - 4・19学生革命（1960年、韓国）
  - 五月革命（1968年、フランス） - 世界（先進国中心だが）の学生運動が盛り上がる発端になった。ドゴール大統領は選挙に勝ったが、地方自治制度改革案の国民投票に敗れて辞任。
  - ペルー革命（1968年 - 1975年） - クーデターを起こしたベラスコ将軍による「革命的国民主義」政権の急進的改革の時代。
  - 学生革命（1973年、タイ） - 先進国への留学生が学生運動の影響を受けて帰国。学生運動から軍事政権が崩壊。1976年のクーデターで終わる。
  - カーネーション革命（1974年、ポルトガル） - 実態は軍事クーデターであるが、クーデター勢力によって民主化が進んだ数少ない例であるため、革命と言われる。
  - メタポリテフシ（英語版）（1974年、ギリシャ） - ギリシャ軍事政権がキプロス紛争に敗れて政権投げ出し。
  - スペインの民主化（1975年 - 1978年） - 民主化運動の高まりはあったが、カルロス国王による上からの改革。
  - ピープル・パワー革命（1986年、フィリピン）
  - 韓国の民主化（1987年）
  - 8888民主化運動（1988年 - 1990年、ビルマ - ミャンマー） - 1988年8月8日のゼネスト・デモが民主化運動の象徴となった。1990年の総選挙で国民民主連盟が勝利するも、軍事政権国家法秩序回復評議会は選挙結果を無視して居座った。
  - ザンビアの民主化（1991年）
  - ケニアの民主化（1991年）
  - 暗黒の5月事件（1992年 - タイ） - スチンダー首相退陣。
  - カンボジアの民主選挙（1993年） - 国際連合カンボジア暫定統治機構（UNTAC）の統治下で1993年に民主選挙。
  - アパルトヘイト撤廃（1991年 - 1994年、南アフリカ） - 1994年に全人種参加の選挙。
  - モザンビークの民主化（1989年 - 1994年）
  - 台湾の民主化（1990年頃 - 1997年頃） - 李登輝総統の民主化政策と国民の民主化運動によって徐々に民主化を達成した。1996年に初の総統直接選挙。
  - スハルト政権崩壊（1998年、インドネシア）
  - ブルドーザー革命（2000年、ユーゴスラビア、セルビア） - デモによりユーゴスラビア（新ユーゴ、第三のユーゴスラビア）のミロシェヴィッチ大統領が退陣。実質的にはセルビアの民主化。
  - バラ革命（2003年、グルジア)
  - 杉の革命（2005年、レバノン）
  - オレンジ革命（2005年、ウクライナ）を始めとする色の革命
  - チューリップ革命（2005年、キルギス）
  - ロクタントラ・アンドラン（国王のいない民主主義の運動）（2006年、ネパール） - ネパール王族殺害事件でギャネンドラ国王の独裁となるが、民主化運動が高まり議会復活。2008年に王制廃止。共和制に移行。
  - ミャンマーの民主化（2007年 - 2011年） - 軍出身のテイン・セイン首相（その後大統領）による上からの民主化改革。2010年に総選挙。
  - アラブの春（2011年 - ） - 中東で連続して民主化革命が発生。しかし反動クーデター、内戦、イスラム革命運動などの混乱に陥った国も多い。
    - ジャスミン革命（2011年、チュニジア） - アラブの春の発端。2014年1月に中東で最も自由主義的な新憲法を採択。
    - エジプト革命（2011年） - 選挙でイスラム原理主義組織ムスリム同胞団系のムルシー政権が成立。2013年7月に軍の反動クーデター。市民革命に続きイスラム革命という二段階革命は阻止。
    - 2010年-2011年アルジェリア騒乱 - 多少民主化が進んだ。
    - オマーンの民主化拡大（2011年） - 諮問会議への立法権付与などが行われた。
    - 2011年バーレーン騒乱（2011年 ） - 国民の多数を占めるシーア派による反政府運動。サウジアラビアなどの軍事介入もあり沈静化。限定的な民主化改革はなされた。
    - モロッコの民主化拡大（2011年） - 議会の権限拡大。11月の選挙で穏健イスラム政党の政権が成立。
    - 2011年イエメン騒乱（サーレハ大統領退陣）（2011年、イエメン）

  - マイダン革命（2014年、ウクライナ） - ヤヌコービッチ政権のロシア接近をきっかけに親欧米派の武装蜂起で政権崩壊。ロシアはクリミア併合やウクライナ東部侵攻を行った。

#### 共産主義革命、社会主義革命
共産主義革命、社会主義革命（インフラストラクチャーなどの国有化まで進めた革命）
- - パリ・コミューン（1871年）
  - ロシア革命の十月革命（ユリウス暦1917年10月） - 二月革命の直後に二段階革命として実行された[注釈 8]。
  - ドイツ革命（1918年 - 1919年）
  - ハンガリー評議会共和国（1919年）
  - モンゴルの共産化（1920年） - ロシア革命に乗じて中国が外モンゴル支配の回復を目指したのに対し、モンゴル人民革命党がソ連に援助を要請。ソ連の軍事力で人民政府を樹立。ソ連の最初の衛星国となった。
  - アルバニア革命（1944年） - ユーゴスラビアと同じく独力のゲリラ戦で全土を掌握。但しユーゴの援助と地理的有利さがあればこそだった。ユーゴと同じく容易にソ連と決別（1961年）したが、ユーゴとは犬猿の仲だったので、ユーゴと逆の極左政策を採用。社会主義の崩壊ではユーゴと同じくソ連・東欧とほぼ同時に崩壊。
  - ユーゴスラビア革命（1941年 - 1945年） - ソ連の軍事力によらず独力のゲリラ戦争で全土を掌握。そのためソ連との決別（1948年）が容易だった。自主管理社会主義という半資本主義経済を採用。しかし社会主義の崩壊ではソ連・東欧とほぼ同時に崩壊した。
  - ベトナム八月革命（1945年、北ベトナム） - ベトミンが蜂起して阮朝を倒した。植民地支配に復帰したフランスとのインドシナ戦争に勝利して北ベトナムの社会主義化は確定。その後アメリカとベトナム戦争で南ベトナムの支配権を争う。
  - チェコスロバキア・クーデター（1948年） - チェコスロバキア共産党によるクーデター。共産党側の呼称は「勝利の二月」。西側諸国に大きな衝撃を与え、冷戦の開始を決定的にした。
  - 北朝鮮の共産主義国家成立（1945年 - 1948年、北朝鮮） - ソ連が衛星国として自国と同じ体制を作ったが、金日成が建国前にゲリラをしていた事もあり革命と称している[注釈 9]。
  - 国共内戦 （1945年 - 1949年、中国）- 中国共産党の勝利に終わる。中国における辛亥革命に次ぐ二段階革命として実行された。
  - ガイアナの人民進歩党（英語版）（PPP）政権（1953年、1961年 - 1964年） - イギリス植民地のガイアナの自治政府選挙で共産主義政党が勝利。1回目はイギリスの軍事介入、2回目は暴動などを経て退陣。1966年の独立後はPPP穏健派の分派人民国民会議改革（英語版）（PNC）政権が非マルクス主義の社会主義政策。
  - キューバ革命（1959年）- フィデル・カストロ、チェ・ゲバラらの指導の下で親米的なバティスタ政権を打倒し、社会主義体制を敷く。
  - ビルマ式社会主義（1962年 - 1988年、ミャンマー） - 1962年のクーデターで成立したが実態は軍部独裁。仏教社会主義と称し、仏教とマルクス主義を混合したイデオロギーを唱えた。農業以外の産業の国有化は行われた。
  - 9月30日事件（1965年、インドネシア） - インドネシア共産党がクーデターを起こしたが陸軍が反撃して鎮圧された。華僑系を中心に数十万人～数百万人が虐殺された。
  - 文化大革命（1966年 - 1979年、中国） - 中国共産党内の権力闘争である。資本主義化（マルクス主義用語で修正主義）の志向がある党主流派（劉少奇、鄧小平ら）に対して、社会主義の維持と権力復帰を求める毛沢東が第二革命を仕掛けた[注釈 10]。
  - チリ革命（1970年 - 1973年） - 平和革命であり、史上初の民主的な選挙によって成立した社会主義政権だったが、チリ・クーデターによって終焉した。
  - エチオピア革命（1973年 - 1977年） - （古典的）市民革命として始まったが、急進派の武力行使でメンギスツ政権が成立した。
  - ポル・ポト政権の成立（1975年、カンボジア） - 北ベトナムの南ベトナム侵攻を背景に、カンボジア共産党（クメール・ルージュ）が権力掌握。原始共産制社会を理想とする極端な共産主義政策を実行。犠牲者は百数十万人とされる。1979年にベトナムが侵攻して政権崩壊。ベトナムの傀儡のヘン・サムリン政権となる。
  - ベトナム統一（1975年 - 1976年、ベトナム） - 北ベトナムがベトナム戦争に勝利して1973年にアメリカ軍が南ベトナムから撤退。1975年に北ベトナム正規軍が侵攻して南ベトナムを占領。解放戦線を含めて南ベトナムの自主性は一切認めず翌年併合[11]。
  - 静かな革命（1975年、ラオス） - 北ベトナムの南ベトナム占領を背景に、共産主義政党パテート・ラーオがなし崩しのクーデターで一党独裁を確立。
  - グレナダの人民革命政府（1979年 - 1983年） - 1979年3月13日、ニュー・ジュエル運動によるクーデターで独裁政権が崩壊、人民革命政府を樹立。人気はあったが政治は独裁だった。政権内強硬派のクーデターを機にアメリカが軍事介入して崩壊。
  - 四月革命（1978年、アフガニスタン） - 人民民主党によるクーデター。ムジャーヒディーン（イスラム義勇兵）の蜂起が起き情勢が不安定化。イスラム原理主義の波及を恐れるソ連が軍事介入。社会主義崩壊期にソ連は撤退、ターリバーン政権の出現を招く。
  - ニカラグア革命（1979年） - 社会主義革命というよりはブルジョワジーも巻き込んだソモサ王朝への反独裁闘争の側面が強く、マルクス主義ではなく、サンディーノ主義に基づいた革命だった。
  - スリナムのクーデター（1980年） - 軍事政権が社会主義化を推進。

#### 仏教革命
- - 総体革命（1960年代以降） - 宗教団体創価学会による無血革命路線[12]。

#### イスラム革命
- - イラン革命（1979年） - イスラム共和制を樹立。
  - スーダンのイスラム化（1989年 - 1999年） - イスラム原理主義組織民族イスラーム戦線（NIF）と協力したクーデターでバシール政権が成立。イスラム化政策を実行。一時ウサーマ・ビン・ラーディンを保護。しかし1999年にNIFと決裂した。
  - アルジェリア内戦（1991年 - 2002年） - 選挙でイスラム原理主義政党イスラム救国戦線（英語版） （FIS）政権が成立するところだったが軍部がクーデターで阻止。10年以上に及ぶ内戦となった。
  - ターリバーン政権（1996年 - 2001年、アフガニスタン） - ほぼ全土を掌握したが承認国はごく少数だった。共産政権最後の大統領ナジーブッラーを、性器を切断して引きずり回し死体を吊るした。アルカーイダと結んでバーミヤーン大仏爆破事件を起こし、アメリカ同時多発テロ事件に関わる。事件後のアフガニスタン戦争で崩壊。
  - イスラム法廷連合のモガディシュ制圧（2006年、ソマリア南部） - 2006年5月、ソマリアでイスラム原理主義勢力イスラム法廷連合（その後イスラム法廷会議）が首都モガディシュを含む南部一帯を制圧。アメリカの意を受けたエチオピアの軍事介入で2006年12月に首都から撤退。
  - ハマース政権の成立（2006年、パレスチナ）とガザ制圧（2007年、ガザ） - パレスチナ自治政府の選挙でイスラム原理主義組織ハマースが政権を獲得。翌年の自治政府分裂で、ガザ地区はハマースの支配下で事実上イスラム国家に。
  - シリア内戦（2011年から） - アラブの春の１つの民主化運動として始まったが、アル＝ヌスラ戦線などアルカーイダ系武装勢力の活動でイスラム革命の様相を呈す。ロシアやイランの援助を受けたアサド政権の反撃と、欧米諸国の不作為があって押さえ込まれつつある。国土の一部はISILが実効支配している。
  - マリ北部紛争（2012年 - 2013年） -北部の民族主義勢力が マリ北部を占拠、アザワド独立を宣言。直後にアンサール・アッ＝ディーンなどイスラム原理主義勢力が乗っ取った。世界遺産トンブクトゥ歴史地区のイスラーム指導者の聖廟を、偶像崇拝の禁止を理由に破壊した[13]2013年1月にフランスの軍事介入で退却。
  - ISILの建国（2014年、イラクとシリア） - アルカーイダから破門された過激派組織ISILがシリアからイラクに侵攻。イラクのスンニ派地域の大部分を占拠。イラクとシリアの占拠地域を合わせて、国家の建国と指導者バグダーディーのカリフ就任を宣言。

#### 反共産主義革命
- 反共産主義革命（現代の意味における「市民」による革命の一種とは言える）
  - ポズナン暴動（1956年、ポーランド） - 暴動から統一労働者党（共産党）内の政権交代に発展し、限定的な自由化が行われた。ハンガリー動乱に影響した。
  - ハンガリー動乱（1956年革命）（1956年） - ソ連が軍事介入で打倒。革命の時点では国民の多くは独裁を倒そうとしただけで、社会主義を倒そうとは思ってなかった。[要出典]
  - プラハの春（1968年、チェコスロバキア） - 共産党内改革派による自由化。ソ連が軍事介入で打倒。
  - 連帯運動（1980年以降、ポーランド） - 1980年に自主管理労働組合「連帯」結成。統一労働者党の支配が揺らぐ。ヤルゼルスキ首相（後に大統領）は民主化の意思はあったが、ソ連の軍事介入の危機が迫り1981年に戒厳令布告。1982年中に沈静化。しかし連帯は存続し東欧革命で政権獲得。
  - 六四天安門事件（1989年、中国） - 東欧革命よりわずかに早く民主化運動が発生したが武力鎮圧された。
  - 東欧革命（1989年）
    - 連帯による円卓会議（1989年、ポーランド）
    - ハンガリー民主化運動（1989年）
    - ビロード革命（1989年、チェコスロバキア）
    - ブルガリアの民主化（1989年 - 1990年）
    - ベルリンの壁崩壊（1989年、東ドイツ）
    - 1989年ルーマニア革命（1989年） - ニコラエ・チャウシェスク夫妻の処刑など唯一の流血を伴う革命となる。宮廷クーデターという説もある。

  - モンゴル民主化運動（1989年 - 1990年）
  - ユーゴスラビアの民主化と解体（1989年 - 2008年）
  - アルバニアの民主化（1990年）
  - ソビエト連邦の崩壊（1991年、ソ連 - ロシア）
  - 白紙革命（2022年、中華人民共和国）

#### 反革命的革命などその他
- その他の革命
  - ファシストのローマ進軍（1922年、イタリア） - 社会主義運動に対抗する反革命運動だが、大衆的な基盤があり、他国の右翼全体主義運動にも大きな影響を与えた。
  - 五月革命（1926年、ポーランド） - ピウスツキによるクーデターだが革命と称した。ローマ進軍を研究して起こしたとされる。
  - ナチ党の権力掌握（1933年 - 1934年、ドイツ）ナチズムの文脈においては「国家社会主義革命」（ドイツ語: Nationalsozialismus Revolution）と呼ばれる[14]。突撃隊のエルンスト・レームらはさらに第二革命を唱え、結果的に粛清された。
  - 白色革命（1963年から、イラン） - パフラヴィー2世国王による近代化改革の自称。社会を混乱させイラン革命の遠因となった。
  - ボリバル革命（1999年 - 2013年、ベネズエラ） - チャベス政権による左翼風大衆主義政治の自称。
  - 八月革命説(1945年8月、日本) - ポツダム宣言受諾を、主権の所在が天皇から国民に移るという法的な革命であるとする学説。

### 文化
- ルネサンス
- 宗教改革
- 科学革命
- 啓蒙思想

### 経済・技術
- 新石器革命（農耕革命）
- 軍事革命
- 農業革命
- 産業革命、第二次産業革命、第三次産業革命、インダストリー4.0
- 勤勉革命
- 緑の革命
- エネルギー革命
- シェールガス革命
- 情報革命（IT革命）